# Peresosos
Els peresosos o pereosos (Folivora) constitueixen un subordre d'animals mamífers placentaris d'espècies herbívores adaptades de tal manera a la locomoció arborícola que han perdut la capacitat de desplaçar-se per terra. Són animals neotropicals.

## Descripció
El que més crida l'atenció d'aquests animals són les seves urpes llargues i corbades que els serveixen com a ganxo quan s'agafen a les branques dels arbres. També li donen utilitat defensiva. Tots els peresosos de la família Bradypodidae tenen tres dits en els peus, mentre que les dues espècies de la família Choloepodidae en tenen dos. Pel que fa a les mans, aquest nombre oscil·la entre dos i tres, depenent del gènere (Bradypus en té tres mentre que Choloepus en presenta dos). En totes les extremitats els dits són sindàctils, és a dir, estan units. Pel que fa als braços, aquests són notablement més llargs que les potes.

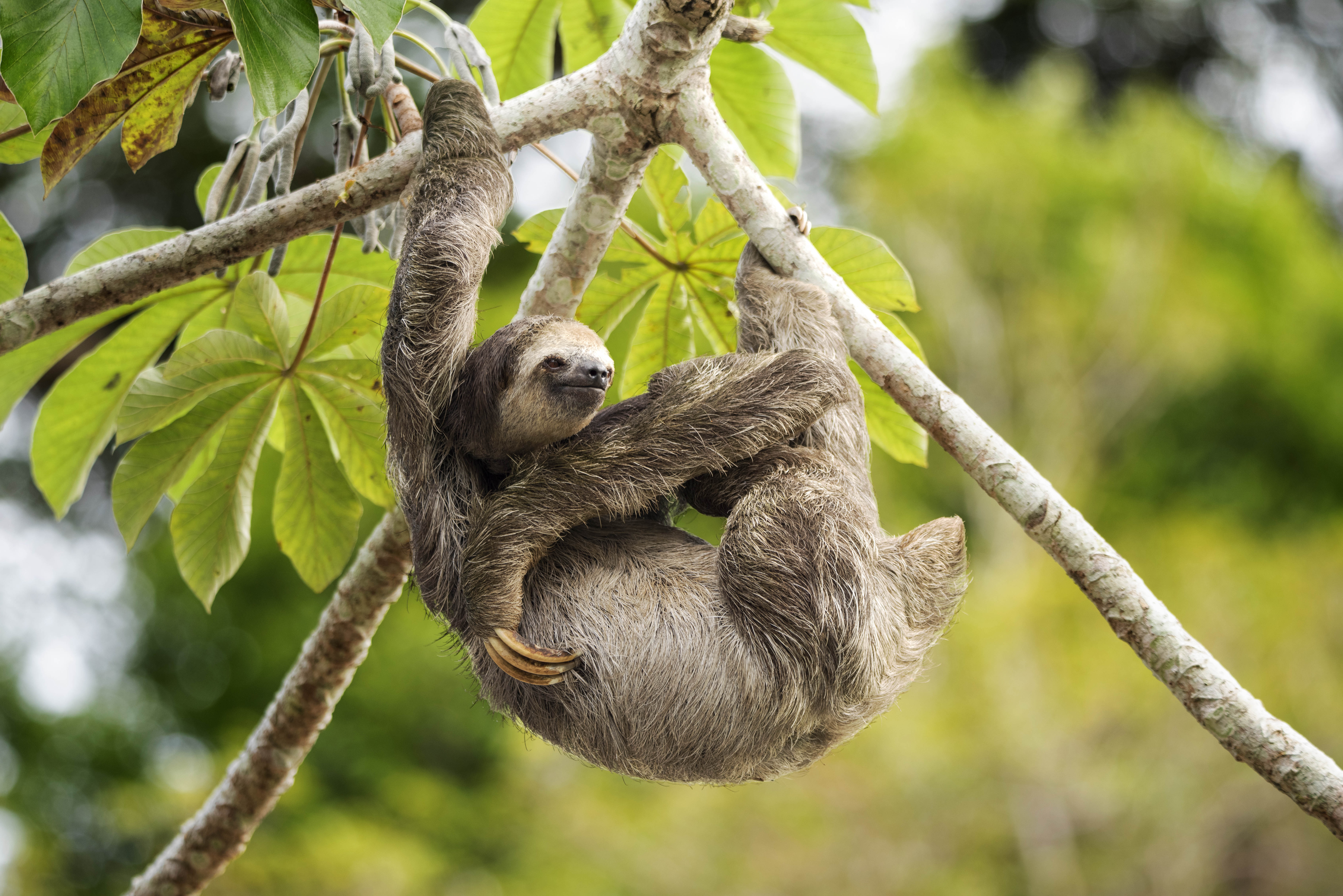
Bradypus tridactylus a l'estat d'Amazonas.

La mida d'aquests mamífers comprèn entre 40 a 75 centímetres i el pes ronda els 4,5 kg. La cua és pràcticament inexistent, encara que pot arribar als 9 centímetres. Un altre fet distintiu és el nombre de vèrtebres del coll; en la resta de mamífers és de 7, però en el cas dels peresosos és diferent segons les espècies. Són longeus, poden viure fins a dotze anys, xifra que es pot doblar quan són mantinguts en captivitat.
Els peresosos tenen un cap petit i aplanat, sense pavelló auditiu. Detecten els colors, però tenen poca capacitat per enfocar i la seva audició també és pobre. En canvi, tenen un gran olfacte, que els facilita trobar aliments.
La semblança entre els peresosos i els primats és només aparent, ja que no existeix cap mena de relació propera entre ells, el que esdevé un clar exemple d'evolució convergent.

## Hàbitat
Els peresosos habiten els boscos tropicals de Centreamèrica i Sud-amèrica, on també se'ls anomena pericos ligeros (Hispanoamèrica) i preguiças (Brasil). Comparteix hàbitat amb diversos depredadors, com el jaguar (el més freqüent), el puma, l'anaconda o l'harpia.
Un altre risc per als peresosos és l'ésser humà, per la desforestació dels boscos tropicals, la contaminació, la construcció de carreteres i instal·lació de línies d'alta tensió, la caça recreativa i el tràfic d'animals exòtics.

## Biologia

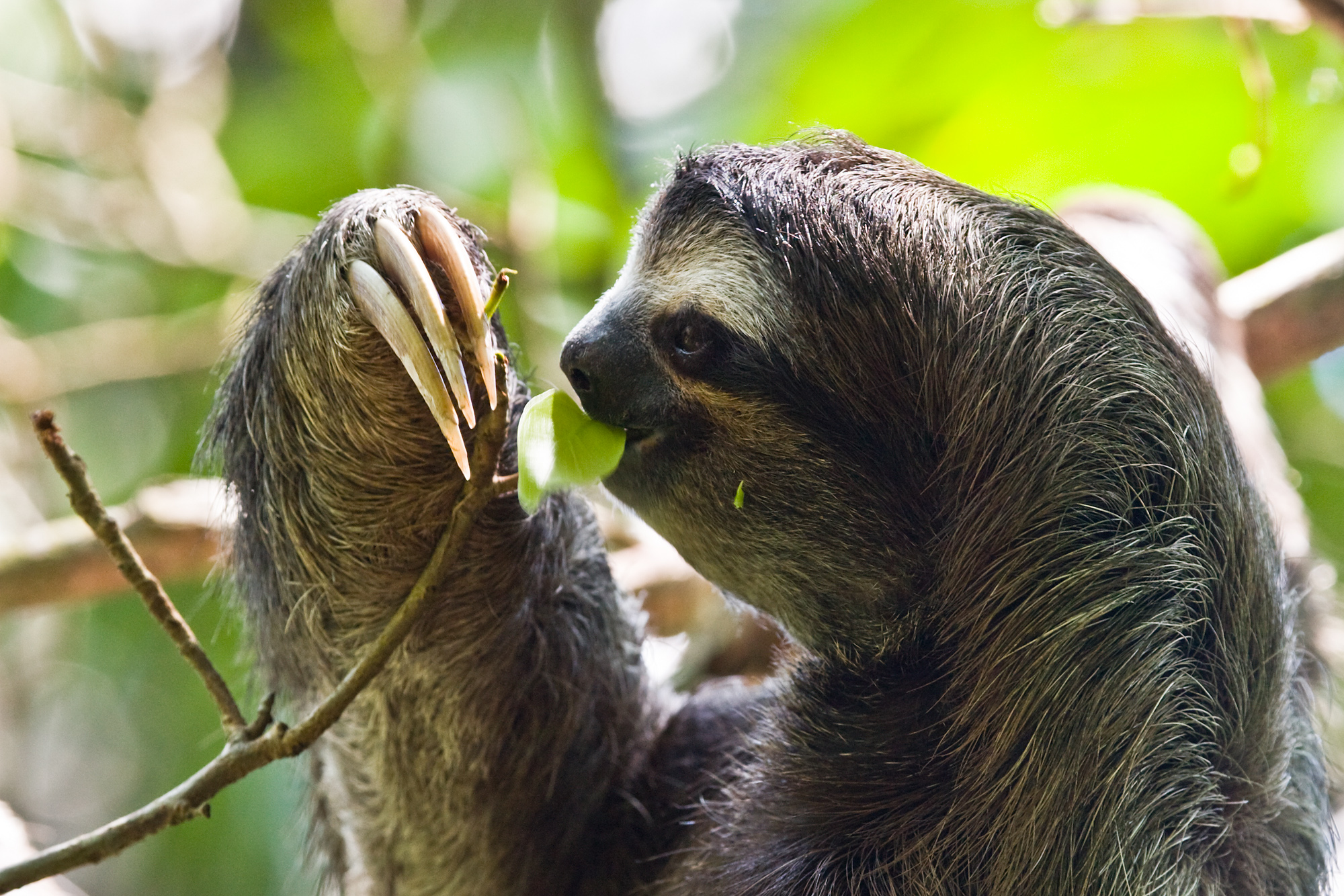
Menjant fulles.

Es tracta d'un animal folívor, ja que la seva dieta consta principalment de brots i fulles, habitualment d'arbres del gènere Cecropia. Hi ha evidències d'individus que ocasionalment s'alimenten de petits invertebrats. Les fulles tenen pocs nutrients i triguen fins a un mes en digerir-les, en un sistema digestiu amb estómacs compartimentats.
Els peresosos es desplacen de forma molt lenta, avançant en primer lloc un membre i després l'altre. Són totalment incapaços de romandre drets i es mouen per terra, arrossegant el cos amb gran dificultat. Els peresosos, com a norma general, baixen un o dos cops per setmana a terra per a defecar i orinar. Passen gran part del dia dormint, amb el cos enrotllat i el cap entre els braços. En aquesta posició l'animal es camufla força bé i passa desapercebut enfront depredadors com el jaguar.

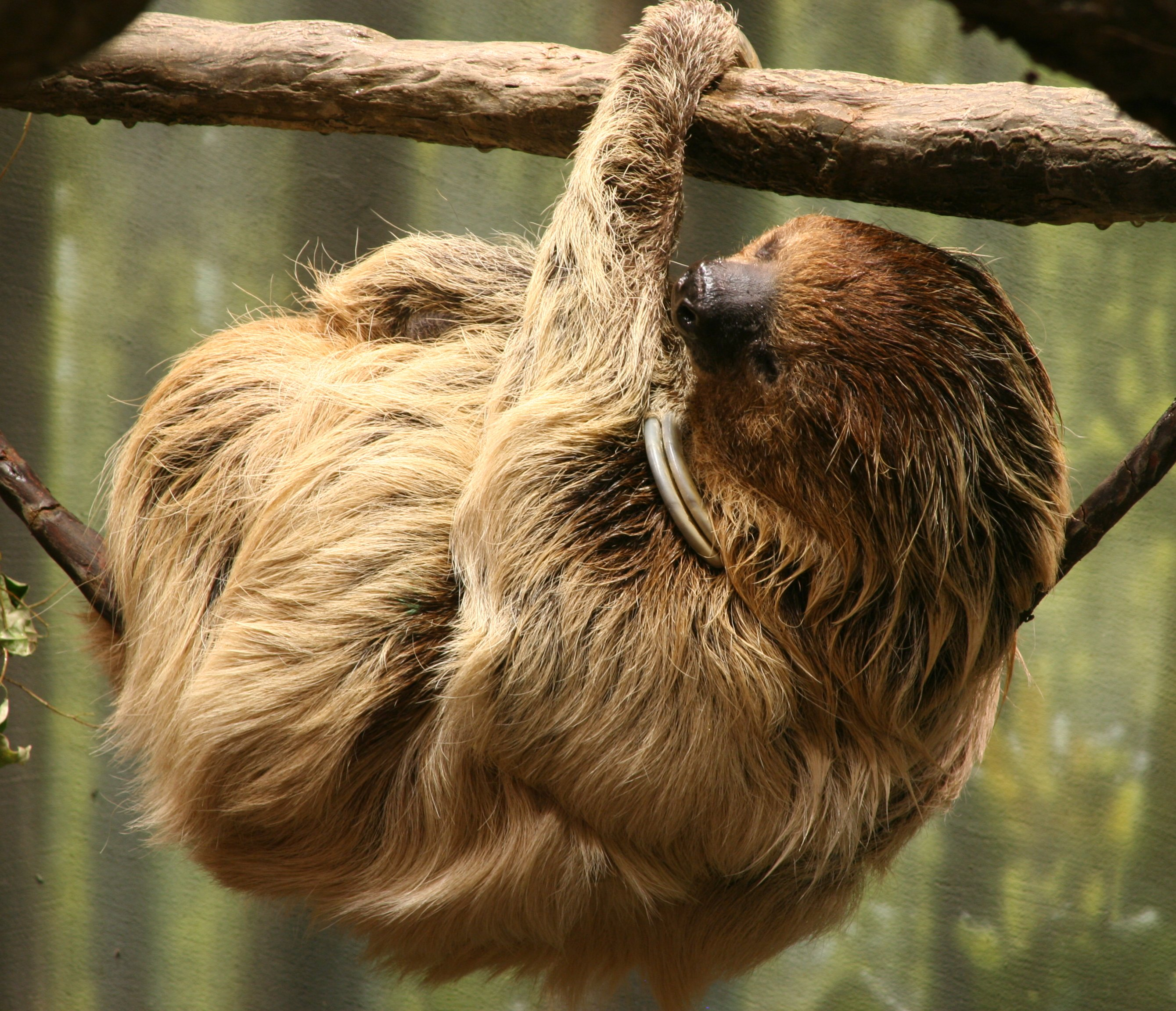
Didàctil al zoo de Buffalo.

En el pelatge tenen incrustacions de cianobacteris i d'algues verdes unicel·lulars que els confereixen un color verdós, que també els ajuda a ocultar-se. Això comporta que la pell del peresós estigui plena d'heteròcers que se'n nodreixen per la facilitació ecològica.
Són animals solitaris i silenciosos, però a vegades emeten un so greu, a manera de lamentació. En contra del que es podria pensar, neden bé i poden creuar rius per a buscar parella o nous territoris. Tenen la capacitat de rebaixar el seu ritme cardíac, de tal manera que poden mantenir-se fins a 40 minuts sota l'aigua, sense respirar. Són mamífers d'hàbits majoritàriament nocturns.
Els peresosos didàctils poden arribar a ser força agressius, són més actius que els peresosos tridàctils. No són poc freqüents disputes serioses entre mascles i femelles dominants. Les proporcions de femelles per mascle en aquest tipus de peresós són de fins a un mascle per 10 o 20 femelles, en una àrea determinada. La gestació dels peresosos va dels 6 als 12 mesos, depenent de l'espècie. Les mares cuiden les seves cries durant cinc mesos, mantenint-se el màxim de temps als arbres per allunyar-se dels depredadors, fet que causa que alguns petits morin en caure a terra per accident.